# Arrivederci Francesca (film 1941)
Arrivederci Francesca (Auf Wiedersehen, Franziska!) è un film del 1941, scritto e diretto da Helmut Käutner. La protagonista è interpretata da Marianne Hoppe.

## Trama
Reporter di successo, conosciuto internazionalmente, Michael - pur adorando la sua Francesca - è sempre in viaggio. Quando lei rimane incinta, i due si sposano. Ma il lavoro chiama: insieme al fraterno amico Buck, Michael parte alla volta della Cina, dilaniata dalla guerra. Lì, Buck rimane mortalmente ferito e muore tra le braccia di Michael. Il reporter, allora, decide di tornare a casa dalla sua famiglia. Sarà Francesca, a questo punto, a chiedergli di partire di nuovo perché la Germania è in guerra e ha bisogno di tutti i suoi uomini. Lei, come tutte le altre donne tedesche, resterà a casa con il loro bambino ad aspettare il suo ritorno.

## Produzione
Il film fu prodotto dalla Terra-Filmkunst.

## Distribuzione
Distribuito dalla Terra-Filmverleih, venne presentato in prima a Monaco il 24 aprile 1941, seguito da un'ulteriore anteprima berlinese il 6 maggio. In Francia, il film uscì nelle sale il 16 giugno 1942, distribuito dall'Alliance Française Européenne (ACE).